# Klodvik III.
Klodvik III., včasih tudi Klodvik Avstrazijski, je bil od leta 675 do 676 kralj Avstrazije, * ni znano, † 676.  
Klodvik je bil morda sin Teoderika III. ali Klodvika II., njegovi avstrazijski pristaši pa so ga prikazovali kot nezakonskega sina Klotarja III.. Na prestol ga je postavilo avstrazijsko plemstvo zaradi odpora do Dagoberta II., kandidata dvornega majordoma Vulfoalda. V tem času je nevstrijski dvorni majordom Ebroin pobegnil iz samostanskega zapora in se pridružil Klodvikovim pristašem. Ebroin je morda upal, da bo Klodvika izkoristil proti Teoderiku III. in Pipinu Heristalskemu v Nevstriji in Burgundiji. Ebroinu ni nikoli uspelo spodnesti Teoderika in Pipina, četudi so mu vrnili prejšnji majordomski položaj.  
Klodvik je kmalu po razglasitvi za kralja umrl. Med svojo vladavino ni naredil ničesar po svoji volji in je bil lutka v rokah majordomov. Nekateri viri ga sploh ne omenjajo kot frankovskega kralja ampak kot uzurpatorja, ki morda sploh ni bil Meroving.

## Vir
- The Oxford Merovingian Page

| Klodvik III. Merovinška dinastijaRojen: ni znano Umrl: 676 |                          |                         |
| Predhodnik: Hilderik II.                                   | Kralj Avstrazije 675–676 | Naslednik: Dagobert II. |